# Potopisni roman
Potopisni roman je najpogostejši žanr literarnega potopisa, za katerega je značilna podrejenost realnega dogajanja fiktivnosti in literarni strukturi. 
Dogodki so prirejeni, nanizani lahko tudi nekronološko, osrednja je vloga pripovedovalca potopisa, ki obrača pozornost bolj nase kot na potovanje, poudarjena opisnost slabi dogajalno strukturo.

## Podžanri
Potovanje in potopis sta sestavni del nekaterih romanesknih žanrov in zato z njimi včasih zamenljivi:
- pustolovski ali avanturistični roman
- potepuški ali pikareskni roman
- fantastični roman (znanstvenofantastični roman, utopični roman, antiutopični roman)
- satirični roman
- sentimentalni roman
- razvojni roman

Pri potopisnem romanu se pojavi problem pri določitvi prvotnega modela, saj so že prvi potopisni romani v literarnovednih priročnikih razvrščeni pod oznako pustolovski (avanturistični) roman (npr. Heliodor, Etiopske zgodbe in Apulej, Metamorfoze), kar pa je krovna oznaka za več pod/žanrov:
- pikareskni roman
- robinzonada
- simplicijada
- western

Izenačitev obeh pojmov je posledica značaja potopisne pripovedi, ki temelji na številnih doživetjih in pustolovščinah osrednje literarne osebe (npr. že Odiseja kot prvi primer potopisne literature predstavlja enotnost potovanja in pustolovščin). Heinrich Heine je trdil, da je potopis najbolj naravna in izvirna oblika romana.
Če je za posamezna zgodovinska obdobja bolj upravičeno uporabljati natančnejše termine (npr. pikareskni roman za španski roman v 16. stoletju, sentimentalni roman za angleški roman v 18. stoletju, antiutopični roman za sodobni roman v 20. stoletju), je termin potopisni roman primeren za poimenovanje prepleta potopisnega romana z drugimi sodobnimi romanesknimmi žanri. Sodobni potopisni roman poleg spajanja več žanrov označujejo še avtobiografske, nefikcionalne, simbolne, lirske in esejistične prvine.

## Potopis in literarni potopis
Potopis in literarni potopis se razlikujeta po namenu in načinu predstavitve potovanja. Za potopis so bistveni verodostojni opisi poti in podajanje številnih informacij, za literarni potopis pa dokumentarnost ni tako pomembna – lahko je ogrodje besedila ali njegovo izhodišče, sicer pa se literarni potopis oblikuje po načelih fiktivnosti. Osvobojen je pragmatičnosti, informativnosti in didaktičnosti. Razlikujeta se tudi po genološki pripadnosti: literarni potopis je genološko raznovrsten, saj se lahko pojavi npr. kot ep, pesnitev, črtica, novela ali  roman, je potopis polliterarna vrsta, blizu znanstvenemu, reportažnemu in dokumentarnemu spisju. Potopis kot sestavljena literarna vrsta kljub dokumentarnosti največkrat subjektivno prikazuje pot, saj obstaja vselej določena distanca med resnično podobo obiskane dežele in potopiščevimi zapisi.
Potopisi se delijo na podvrste glede na to, katera geografska območja zajemajo (afriški, orientalski, ameriški, pomorski) in kakšna je njihova ožja tematika (npr. turistični, izseljenski, romarski, planinski ali alpinistični, vojaški ali legionarski, pomorski). V kulturnozgodovinskem smislu označujemo s potopisom širši krog svaritev, ki se tematsko povezujejo s potovanji. Potopisca zanima neposredna, neprirejena, resnična predmetnost, zato potopisni doživljaji niso prilagojeni ali smiselno skrčeni. Cobissov ukaz za potopis lc=I2 zajame v glavnem dokumentarno potopisno literaturo.
V središču literarnega potopisa ni več linearne predstavitve poti, pač pa potopiščevi zapiski, njegova moč opažanja in jezikovnostilna oblikovanost besedila. Pozornost pripovedovalca je obrnjena pretežno navznoter, ne pa navzven na pot.

## Slovenski potopisni romani
Slovenci so prve potopise pisali v latinščini v 16. stoletju (npr. Benedikt Kuripečič, Itenerarium, 1531 in Žiga Herberstein, Rerum Moscoviticarum commentarii, 1549, v slovenščini pa v drugi polovici 19. stoletja.
Prvi slovenski literarni potopis je Levstikovo Popotovanje iz Litije do Čateža, prvi potopisni roman pa Mencingerjeva Moja hoja na Triglav (1897).  Izraz je prvič zapisan v oceni povesti Ne v Ameriko! Jakoba Alešovca 1884, kot podnaslov pa v prevodih romanov Karla Maya Old Surehand ("potni roman", Glas naroda 1911), Ob reki Rio de la Plata (Clevelandska Amerika 1913), V divjih Kordiljerah (Clevelandska Amerika 1914), Sin medvedjega lovca (1924).
Razmah sodobnega potopisnega romana je v 80. letih 20. stoletja pospešil Evald Flisar s popularnim romanom Čarovnikov vajenec (1986), zanimanje se je nadaljevalo v 90. letih 20. stoletja. Čarovnikov vajenec je spoj filozofskega, idejnega, pustolovskega, pikaresknega, razvojnega, avtobiografskega romana in
duhovnega vodiča. Takšno združevanje različnih žanrov zaznamuje tudi Flisarjev roman Potovanje predaleč (1998), kjer je glavni junak tega romana zelo podoben Egonu v Čarovnikovem vajencu. Z njim je Flisar izoblikoval tip neorientiranega subjekta, čigar obstoj je bistveno določen s potjo. Ta se v Flisarjevih potopisih navezuje predvsem na paradigmo poti srednjeveških viteških romanov, kjer je vitezova pot kot iskanje Grala prispodoba stremljenja po večnosti, nesmrtnosti, resnici in resničnem življenju.
Bivanjska potreba po gibanju je večja  v romanu Vladarka (1997) Andreja Moroviča. Potepuštvo po evropski in ameriški underground sceni je (kot v vseh Morovičevih delih) tudi v tem romanu osrednji tematski in gradbeni princip. Podobno nesentimentalno in groteskno kritično opazuje svet tudi potopisec Blaž v romanu Tropska melanholija (1998) Blaža Ogorevca. Trudi se izogniti potopisni nostalgiji, ki običajno preseva potopise oddaljenih dežel, predvsem v opisih njihove eksotičnosti. Skozi izkušnje drugačnosti išče sebstvo tudi glavna junakinja romana Črni angel, varuh moj (1997) Sonje Porle.

## Nekateri slovenski potopisni romani
- Izidor Cankar: S poti (1919) (COBISS)
- Zorko Simčič: Človek na obeh straneh stene (1957) (COBISS)
- Evald Flisar: Čarovnikov vajenec (1986) (COBISS)
- Andrej Blatnik: Tao ljubezni (1996) (COBISS)
- Sonja Porle: Črni angel, varuh moj (1997) (COBISS)
- Andrej Morovič: Vladarka (1997) (COBISS)
- Blaž Ogorevc: Tropska melanholija (1998) (COBISS)
- Evald Flisar: Potovanje predaleč (1998) (COBISS)
- Aleš Šteger: Včasih je januar sredi poletja (1999) (COBISS)
- Polona Glavan: Noč v Evropi (2001) (COBISS)
- Olga Babnik: Škotske korenine (2007) (COBISS)
- Miha Potočnik: Indija: potovanje v potovanju (2009) (COBISS)
- Evald Flisar: Na zlati obali (2010) (COBISS)
- Jakob Kenda: Apalaška pot: 3500 kilometrov hribov in Amerike (2018) (COBISS)
- Jakob Kenda: Transverzala (2020) (COBISS)